# Ахтубинский судостроительно-судоремонтный завод
«Ахтубинский судостроительно-судоремонтный завод» (АССРЗ) — российское судостроительно-судоремонтное предприятие. Полное наименование — Акционерное общество «Ахтубинский судостроительно-судоремонтный завод». Расположено в 318 км выше г. Астрахани и 162 км ниже г. Волгограда на левом пойменном берегу.

## История
Завод был организован при Владимирской пристани в октябре 1910 года и представлял собой судоремонтные мастерские.
1932—1940 — происходит реконструкция мастерских с дополнительным строительством цехов.
1941—1945 — производится пополнение мастерских оборудованием.
1945 — мастерские реорганизуются в судоремонтный завод второго разряда. Завод продолжает расширяться, пополняться современным оборудованием.
С 1953 года завод начинает заниматься судостроением.
В 1974 году завод был переименован в судостроительно-судоремонтный завод пятой группы, выполняющий работы серийного и индивидуального производства.
C 2004 года «Ахтубинский судостроительно-судоремонтный завод» входит в группу предприятий Вега и действует под оперативным руководством ЗАО "Управляющая компания «Вега».

## Деятельность

### Судостроение
С 1953 года были построены суда следующих типов:
- Сухогрузные баржи пр. Р79А — 16 единиц, пр.81500 — 4 единицы грузоподъёмностью до 4000 тонн;
- Земснаряды проектов Р-109 и 18390 для добычи песчано-гравийной смеси производительностью до 1000 м³/час и глубинной разработки до 20 м — 10 единиц. Данное производство очень хорошо зарекомендовало себя на рынке[3].
- Плавучие насосные станции для орошения полей производительностью до 72000 м³/час — 33 единицы;
- Док-кессоны — 17 единиц;
- В 2002 году построены и сданы в эксплуатацию понтоны монтажные пр. 5387 грузоподъёмностью 200 тонн в количестве двух единиц (вес металлоконструкций единицы — 340 тонн) для обеспечения монтажных работ при строительстве мостов и других гидротехнических сооружений, установки перевозки техники.
- В 2005 году построена плавучая зачистная станция класса «Р» — несамоходное судно на базе баржи проекта 81500 (Грузоподъемность судна — 3000 т, длина — 92,38 м, ширина — 14,34 м, высота борта — 4,2 м, осадка — 3,2 м, надводные габариты по несъемным частям — 14,5 м.) Установленное оборудование позволяет производить разделение льяльных вод на мазут для вторичного использования и очищенную воду для слива в канализацию. На станции расположены 5 трюмов и 6 резервуаров общей вместимостью 2400 м куб., 2-х ярусная надстройка и рубка.

### Модернизация и переоборудование судов
Совместно с ФГУП КБ НПО «Судоремонт» был разработан и реализован проект 1787/8662 по подкреплению корпуса барж, в результате которого увеличилась прочность корпуса судна и снято ограничение по грузоподъёмности.

### Судоремонт
АО «Ахтубинский судостроительно-судоремонтный завод» имеет большой опыт судоремонта — капитального, среднего, текущего и навигационного.
Производственные площадки выполняют следующие виды работ:
- дефектация корпуса судов и механизмов;
- ремонт корпусов судов;
- исправление кривизны корпусов;
- ремонт винторулевого комплекса;
- ремонт и центровку валопровода (с обязательным выполнением ультразвукового контроля валов);
- электротехнические и электромонтажные работы;
- замену и обвязку главных двигателей;
- ремонт донно-забортной арматуры;
- ремонт систем и трубопроводов (в том числе ремонт паровых и водогрейных котлов);
- замена уплотнений люковых закрытий;
- очистка степени SA 2,5 и окраска корпусов судов, механизмов и деталей установкой безвоздушного распыления;
- плотницкие, изолировочные и деревоотделочные работы.

### Машиностроение
Завод имеет возможность производить:
- гребные валы с биметаллическими и бронзовыми облицовками для теплоходов внутреннего и «река-море» плавания;
- грейфера пр. 2871Г и пр. 2871Г-01 с продольным и поперечным раскрытием ёмкостью 5 м³;
- судовая арматура — задвижки клинкетные латунные Ду-80, Ду-100, Ду-150, Ду-200;
- рулевые машинки;
- троса вожжевые для буксировки составов методом толкания.
- деревообработка и изготовление корпусной мебели;
- разделка судов на металлолом;
- производство и реализация кислорода.